# جون هيل (رجل أعمال)
جون هيل (بالإنجليزية: John Hill)‏ هو شخصية أعمال أسترالي، ولد في 6 مارس 1847 في Walkerville, South Australia ‏ في أستراليا، وتوفي في 18 سبتمبر 1926 في North Adelaide ‏ في أستراليا.